# Shanghaier Ghetto

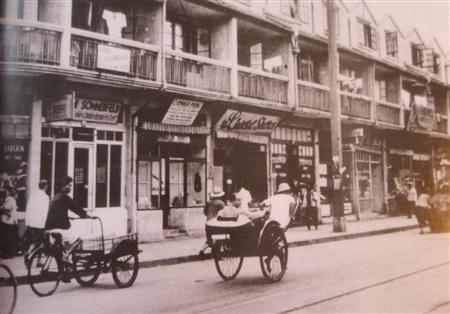
Seward Road im Shanghaier Ghetto um 1943

Als Shanghaier Ghetto oder Schanghaier Ghetto wurde eine Designated Area (engl.: „ausgewiesener Bezirk“) bezeichnet, ein Areal von ungefähr 2,5 km² im Stadtbezirk Hongkou der chinesischen Stadt Shanghai, in dem etwa 20.000 jüdische Flüchtlinge, hauptsächlich aus dem Deutschen Reich beziehungsweise von Nazi-Deutschland besetzten Gebieten, den Holocaust in der von Japan besetzten Stadt überlebten.

## Flucht der Juden nach Shanghai
Nach der Machtergreifung durch die Nationalsozialisten im Jahr 1933 sahen sich die Juden in Deutschland immer weiter verschärfenden Repressalien ausgesetzt (vgl. Nürnberger Rassengesetze). Mit den Novemberpogromen von 1938 war ein gesichertes und würdiges Leben im Deutschen Reich für Juden unmöglich. Daher beantragten viele Asyl im benachbarten oder ferneren Ausland. Vielfach wurden Juden interniert, um ihnen dann ein Ultimatum zur Ausreise zu stellen. Viele Staaten konnten oder wollten jedoch keine Juden aufnehmen, sodass es sehr schwer war, das deutsche Reichsgebiet zu verlassen. Chaim Weizmann schrieb 1936: „Die Welt scheint zweigeteilt – in die Orte, wo Juden nicht leben können, und jene, in die sie nicht einreisen dürfen“.
Nach dem ergebnislosen Verlauf der Konferenz von Évian im Juli 1938, in der sich Vertreter von 32 Nationen auf Initiative des amerikanischen Präsidenten Franklin D. Roosevelt trafen, um die Möglichkeiten der Auswanderung von Juden aus Deutschland und Österreich zu erörtern, flohen ab 1938 etwa 20.000 Juden aus dem Deutschen Reich, aus Polen und anderen von Nazi-Deutschland besetzten europäischen Ländern über verschiedene Routen nach Shanghai, da die Stadt neben den Komoren der einzige Zufluchtsort war, der jüdische Flüchtlinge aufnahm. Shanghai war zu dieser Zeit eine geteilte Stadt unter chinesischer, japanischer, britischer, französischer und US-amerikanischer Besatzung. In Shanghai gab es bereits zwei jüdische Gemeinden: die Baghdadi-Juden sowie eine Gemeinde russischer Juden, die nach der Oktoberrevolution vor den russischen Pogromen aus Russland geflohen waren.
Der niederländische Konsul Jan Zwartendijk, der Konsul des Japanischen Kaiserreiches in Litauen Chiune Sugihara, der chinesische Generalkonsul in Wien, Ho Feng Shan und der Sekretär der Gesandtschaft der Mandschurei in Berlin, Wang Tifu erteilten Visa für insgesamt fast 20.000 jüdische Flüchtlinge, die dadurch nach Shanghai flüchten konnten.

## Leben in Shanghai
Die große Zahl der Einwanderer traf die japanischen Behörden unvorbereitet. Daher trafen die Ankommenden auf desaströse Lebensbedingungen: 10 Menschen lebten in einem Raum, ständiges Hungerleiden, katastrophale hygienische Verhältnisse sowie kaum Gelegenheit, den eigenen Lebensunterhalt mit Arbeit zu bestreiten. Teilweise traf dies auch auf die einheimischen Chinesen zu.
Die schon länger in Shanghai beheimatete Gruppe von Juden, die sogenannten „Baghdadi“, und später das American Jewish Joint Distribution Committee (JDC) versuchten, diese Verhältnisse zu verbessern. Trotz Sprachbarrieren, schlimmer Armut und grassierenden Epidemien waren die Geflüchteten in der Lage, ein eigenes funktionierendes Gemeinwesen aufzubauen: Schulen wurden eingerichtet, Zeitungen verlegt und sogar Theaterspiele, Kabaretts und Sportwettkämpfe veranstaltet.
Nach dem japanischen Angriff auf Pearl Harbor im Dezember 1941 wurden viele der wohlhabenden Baghdadi, da sie oft britische Staatsbürger waren, interniert und amerikanische Spendenfonds beschlagnahmt. Eine Unterstützung durch die amerikanischen Juden wurde somit unmöglich. Damit verschlechterten sich die Verhältnisse weiter. Außerdem wurde mit dem Angriff eine Flucht nach Shanghai unmöglich.

## Ghettoisierung
Mit Fortschreiten des Zweiten Weltkriegs erhöhten die Nationalsozialisten den Druck auf Japan, ihnen die Juden in Shanghai zu übergeben oder selbst für deren Ermordung zu sorgen. Dem kamen die Japaner jedoch nicht nach.
Im Rahmen der späteren juristischen Aufarbeitung in Deutschland berichtete Fritz Wiedemann, Josef Meisinger habe ihm erzählt, dass er von Himmler den Auftrag habe, die Japaner zur Einführung von Maßnahmen gegen die Juden zu bewegen. Dies habe er, nach Einschätzung Wiedemanns, jedoch selbstverständlich „bei dem selbstbewussten Volk der Japaner“ nicht in Form eines Befehls tun können. Da die Japaner bis auf wenige Ausnahmen nicht antisemitisch eingestellt waren, nutzte Meisinger zum Erreichen seines Ziels ihre Spionagefurcht aus. Im Herbst 1942 führte er Gespräche mit dem Chef der Auslandssektion des japanischen Heimatministeriums. Diesem erklärte Meisinger, er habe von Berlin den Auftrag, den japanischen Behörden die Namen aller „Anti-Nazis“ unter den Deutschen zu melden. „Anti-Nazis“ seien in erster Linie deutsche Juden, von denen 20.000 nach Shanghai emigriert seien. Diese „Anti-Nazis“ seien auch immer „Anti-Japaner“. Wie ein Untergebener Meisingers später berichtete, hätten die Japaner nach einigem Überlegen dieser These Glauben geschenkt. Dies habe zu einer regelrechten Jagd auf „Anti-Nazis“ geführt. Als Reaktion verlangten die Japaner von Meisinger die Erstellung einer Liste aller „Anti-Nazis“. Diese hatte Meisinger, wie seine Sekretärin später bestätigte, bereits seit 1941 vorliegen. Nach Rücksprache mit General Müller wurde sie von Meisinger Ende 1942 sowohl an das Heimatministerium als auch an die Kempeitai übergeben. Die Liste enthielt u. a. die Namen aller Juden mit deutschem Pass in Japan. Für die Japaner wurde somit klar, dass insbesondere die ab 1937 in großer Zahl vor den Nationalsozialisten nach Shanghai Geflüchteten das höchste „Gefahrenpotential“ darstellten. 
Die Proklamation eines Ghettos war somit nur eine logische Folge von Meisingers Interventionen. So gelang es ihm, trotz des kaum vorhandenen Antisemitismus der Japaner, die Internierung eines Großteils der Juden im japanischen Machtbereich zu erreichen. Für diesen „Erfolg“ wurde er offenbar trotz der Sorge-Affäre am 6. Februar 1943 zum Oberst der Polizei befördert. Die Spionagefurcht der Japaner, „die an Hysterie grenzte“, sei, so vermutete später auch der ehemalige deutsche Botschafter in Tokio Eugen Ott, die Ursache für die Internierung gewesen. Eine deutsche Beteiligung stritt er jedoch vor Gericht ab. Die Emigranten seien zwar „natürlicherweise Gegner des Dritten Reiches und vermutlich Japans“ gewesen. Jedoch hielt er es bei seiner Zeugenaussage für „beinahe ausgeschlossen“, dass Meisinger oder sonst eine deutsche Stelle in Japan mit den Japanern auf „Anti-jüdischem Gebiet“ gesprochen habe.
Am 15. November 1942 wurde beschlossen, die Juden zu ghettoisieren. Ab 1941 übernahm während des Zweiten Weltkrieges Japan vollständig die Kontrolle über Shanghai und deportierte die Juden in eine etwa 2,5 Quadratkilometer große Designated Area im Stadtteil Hongkou. Am 18. Februar 1943 erklärten die Japaner, dass bis zum 15. Mai alle Juden, die nach 1937 eingetroffen waren, fortan ihre Wohnungen und Geschäfte in den „ausgewiesenen Bezirk“ zu verlegen hatten. Das Ghetto war zwar nicht hermetisch abgeriegelt, aber zum Verlassen des Ghettos war ein Passierschein notwendig. Obwohl die Japaner vereinzelt das Arbeiten außerhalb des Ghettos erlaubten, verschlechterten sich die Lebensbedingungen weiter.
Zwar gab es keine Mauern und keinen Stacheldraht, aber es gab Identitätskarten mit gelben Streifen, Kennzeichen und eine spezielle Wache mit ihren Willkürmaßnahmen. Hier lebte auch eine chinesische Mehrheit, aber nur die staatenlosen Flüchtlinge waren verpflichtend an die Ausgangssperren und Zwangsübersiedlungen in Substandardwohnungen gebunden.
Der Begriff „Ghetto“ wird in der Forschung meist als Synonym zu „designated area“ gebraucht. Im Kontext des Zweiten Weltkrieges hat der Begriff „Ghetto“ auch die Vorstufe zur Judenvernichtung bedeutet, was für Shanghai jedoch nicht zutraf. Die Zone wurde dennoch von allen Bewohnern als Shanghaier Ghetto bezeichnet.
Die Japaner errichteten im Ghetto einen kriegswichtigen Radiosender und Munitionsdepots. Bei einem amerikanischen Luftangriff auf die Radiostation am 17. Juli 1945 kamen rund 4.000 Menschen ums Leben. Rund 40 der über 20.000 jüdischen Flüchtlinge verloren ihr Leben, über 500 wurden verwundet und viele weitere obdachlos. Den größten Teil der Opfer verursachten die Angriffe in der chinesischen Bevölkerung im Stadtteil Hongkou.

## Befreiung
Das Ghetto wurde offiziell am 3. September 1945 befreit – nach einiger Verzögerung, da man der Armee Chiang Kai-sheks bei der Einnahme den Vortritt lassen wollte. Mit der Gründung des Staates Israel 1948 und dem Ende Chiang Kai-sheks 1949 verließen beinahe alle Juden Shanghai. 1957 verblieben nur noch einige hundert Juden.

## Gedenken
Im Herbst 1997 trafen sich ehemalige Shanghailänder zu einem Symposium des gemeinsamen Erinnerns in der Berliner Wannsee-Villa, an jenem Ort, wo am 20. Januar 1942 auf der sogenannten Wannsee-Konferenz die Ausrottung auch ihrer Familien beschlossen wurde. Unter den Teilnehmern waren Fred Freud, Günter Nobel, Egon Kornblum und Sonja Mühlberger.
Im Mai 2013 besuchte Israels Premierminister Benjamin Netanyahu Shanghai und nannte Shanghai einen „Hafen“ für Juden, die in den 1930er und 1940ern aus Europa flohen.

## Personen
Einige der Personen, die im Shanghaier Ghetto interniert waren:
- Ernst Aschner
- Charles K. Bliss
- W. Michael Blumenthal
- Kurt Rudolf Fischer
- Curt Frankenstein
- Esra Glass
- Otto Joachim
- Charles Lothar Klotzer
- Ludwig Lazarus
- Fritz Levy
- Peter Max
- Mike Medavoy
- Jakob Rosenfeld
- Leo Roth
- Stephan Sulke
- Esther Szekeres
- George Szekeres

## Galerie

Shanghaier Ghetto
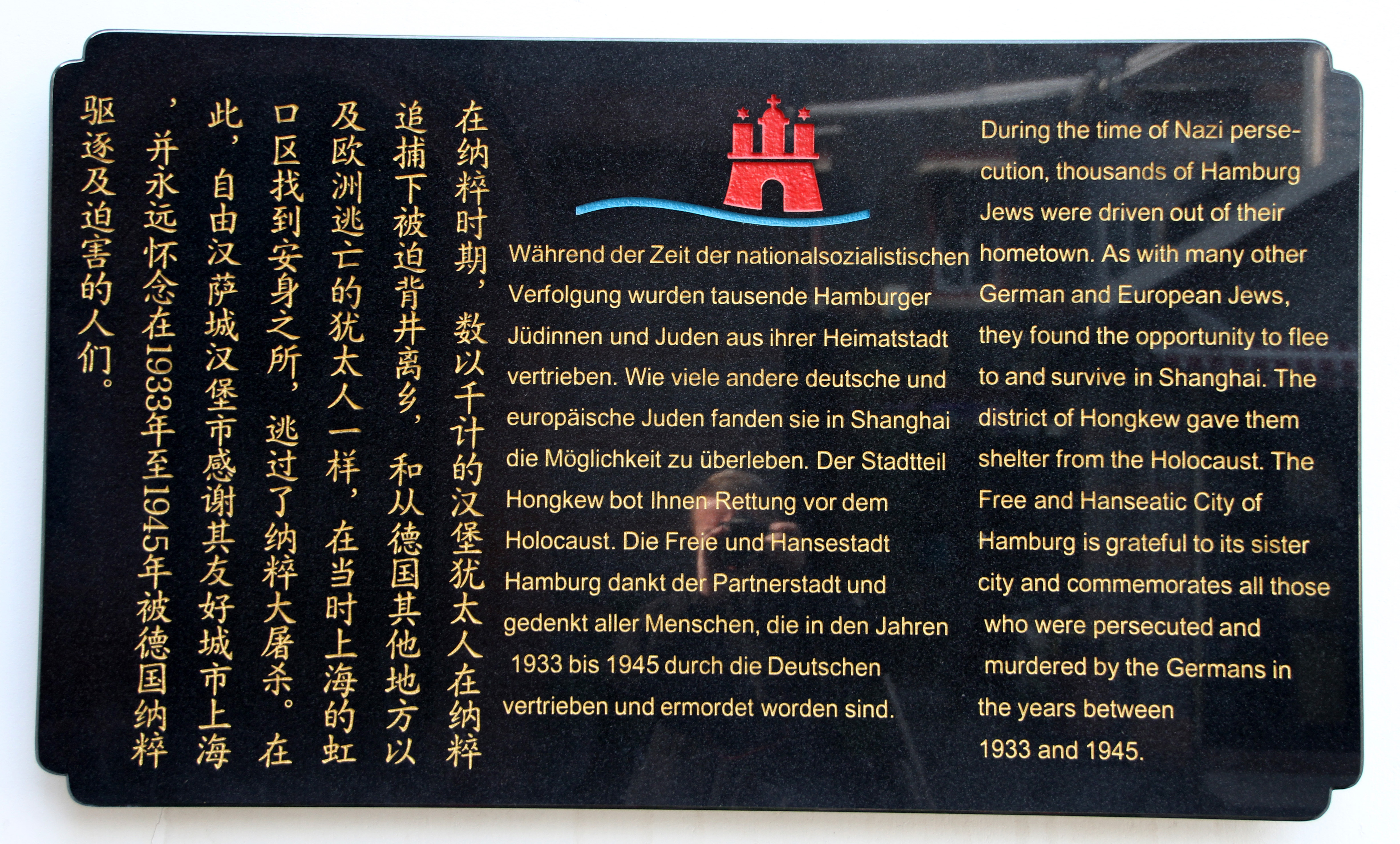
Infotafel zur Geschichte
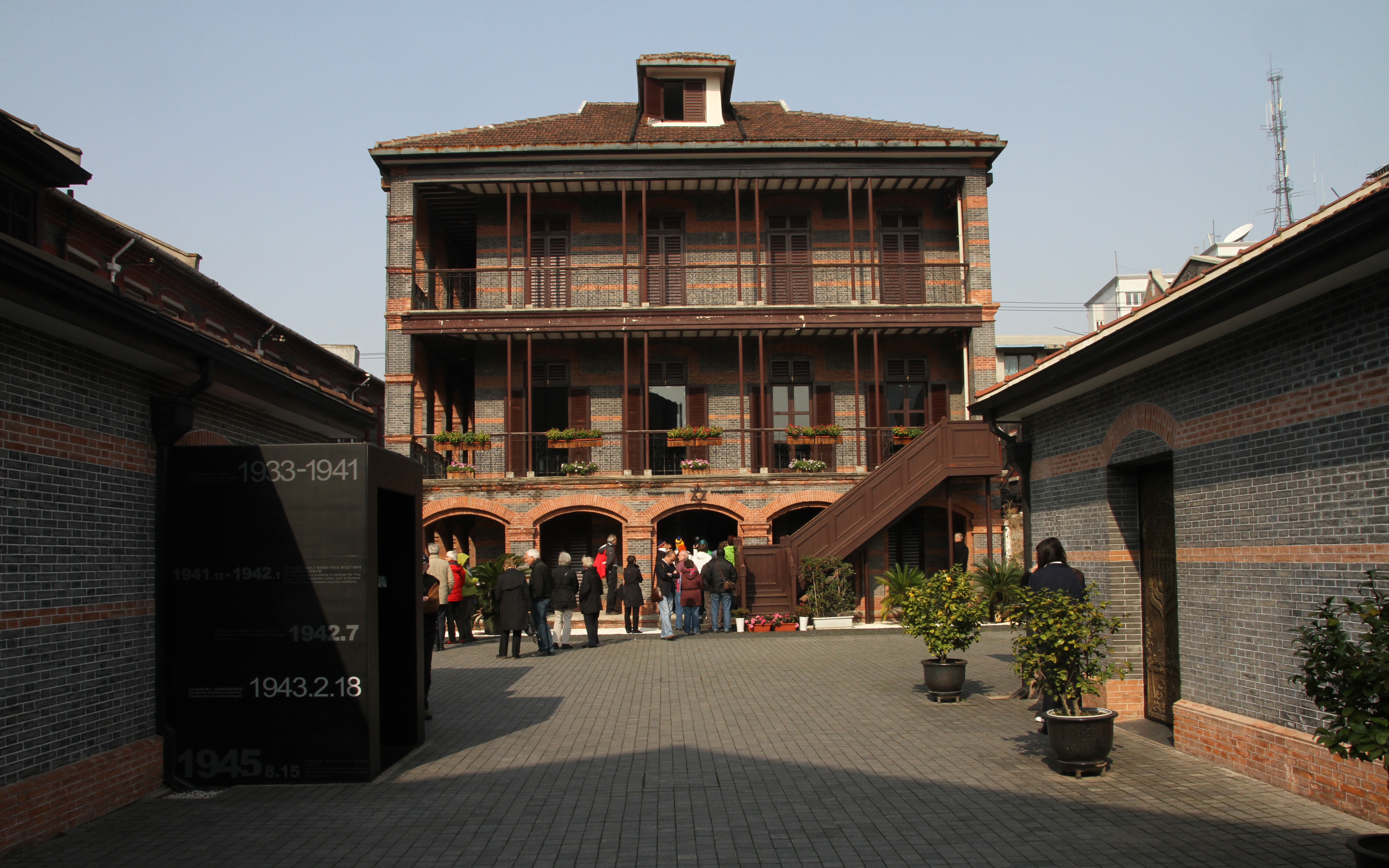
Synagoge
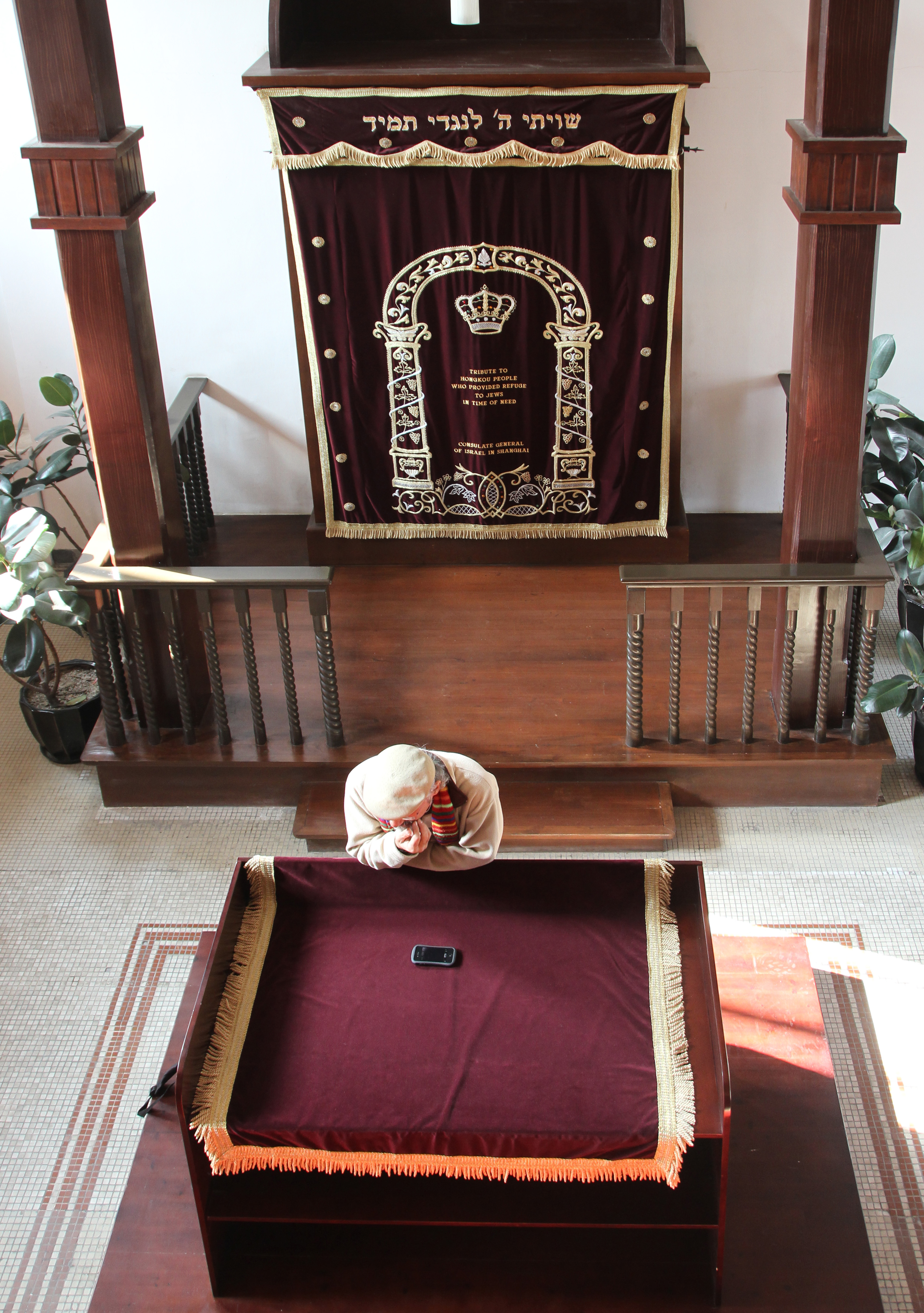
Synagoge innen
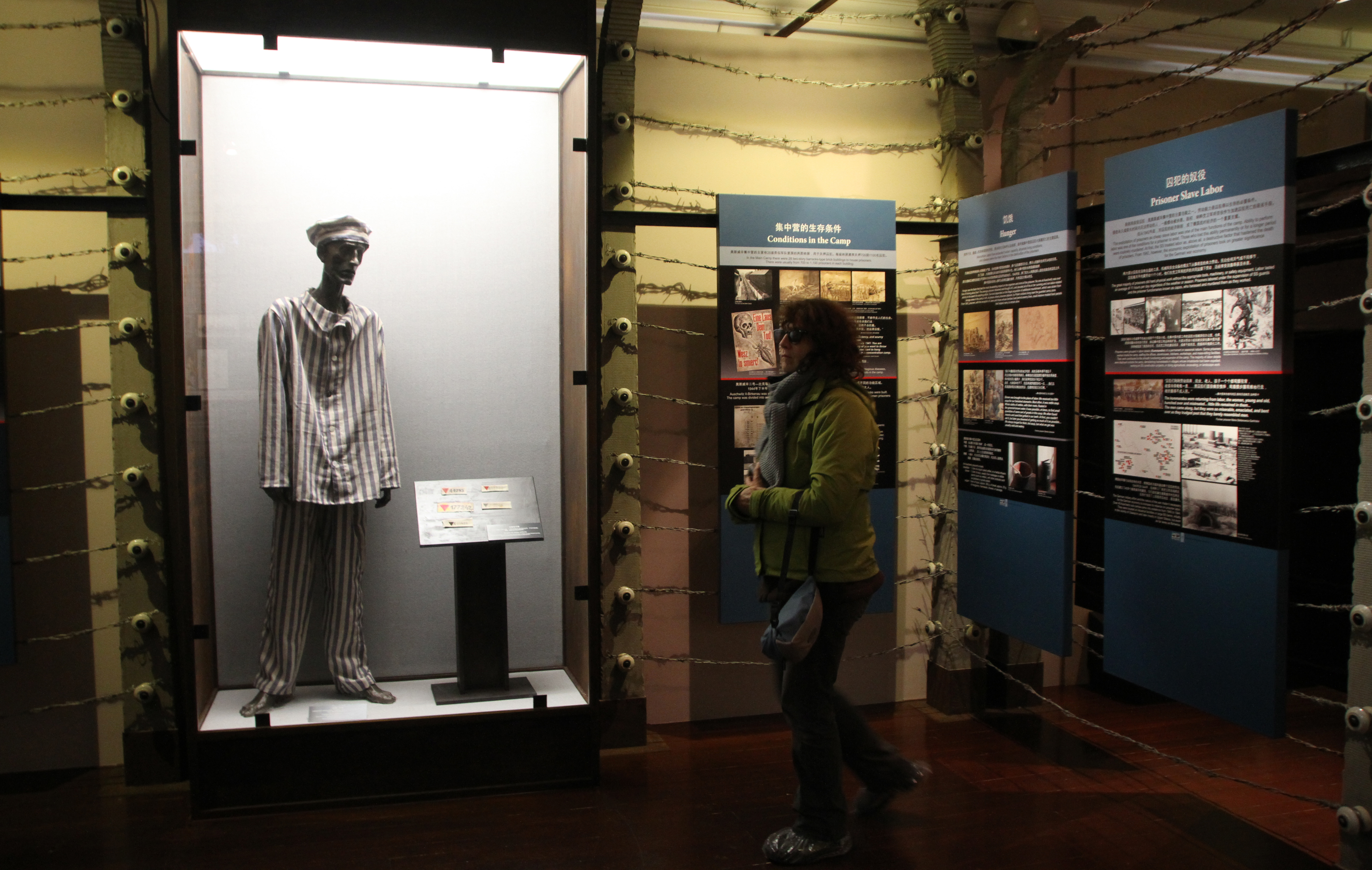
KZ-Dokumentation
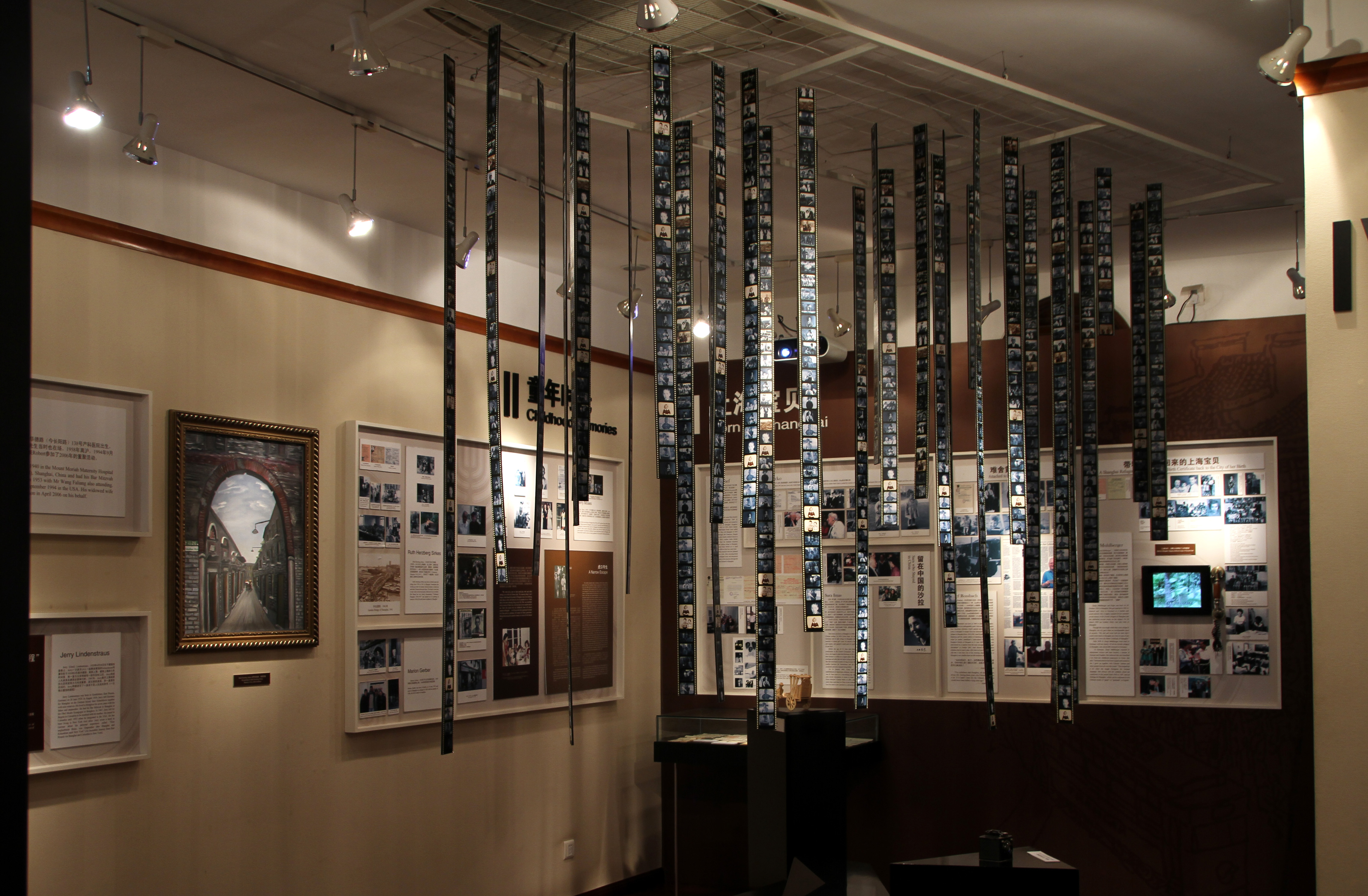
KZ-Dokumentation
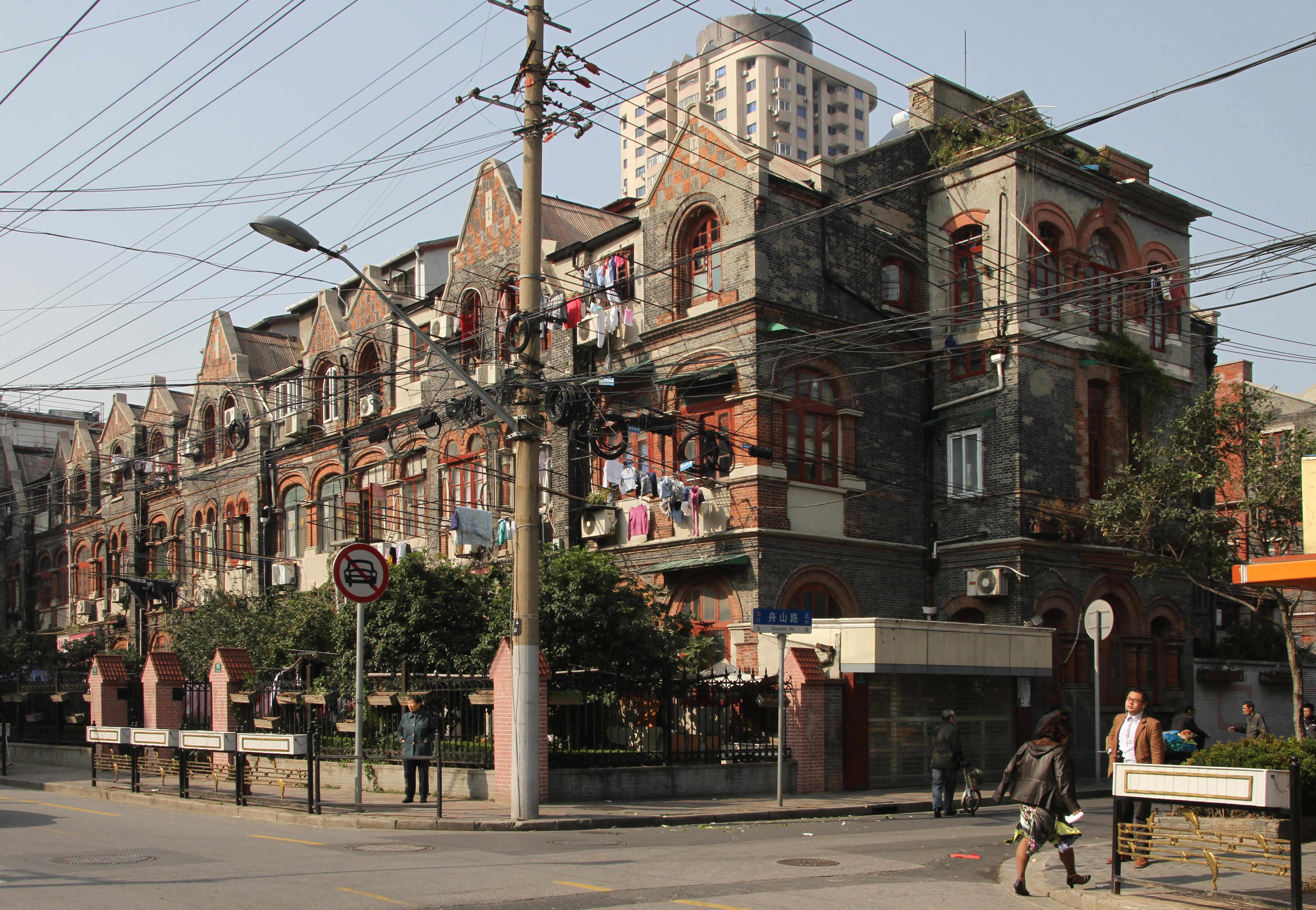
Ghettoviertel 2012
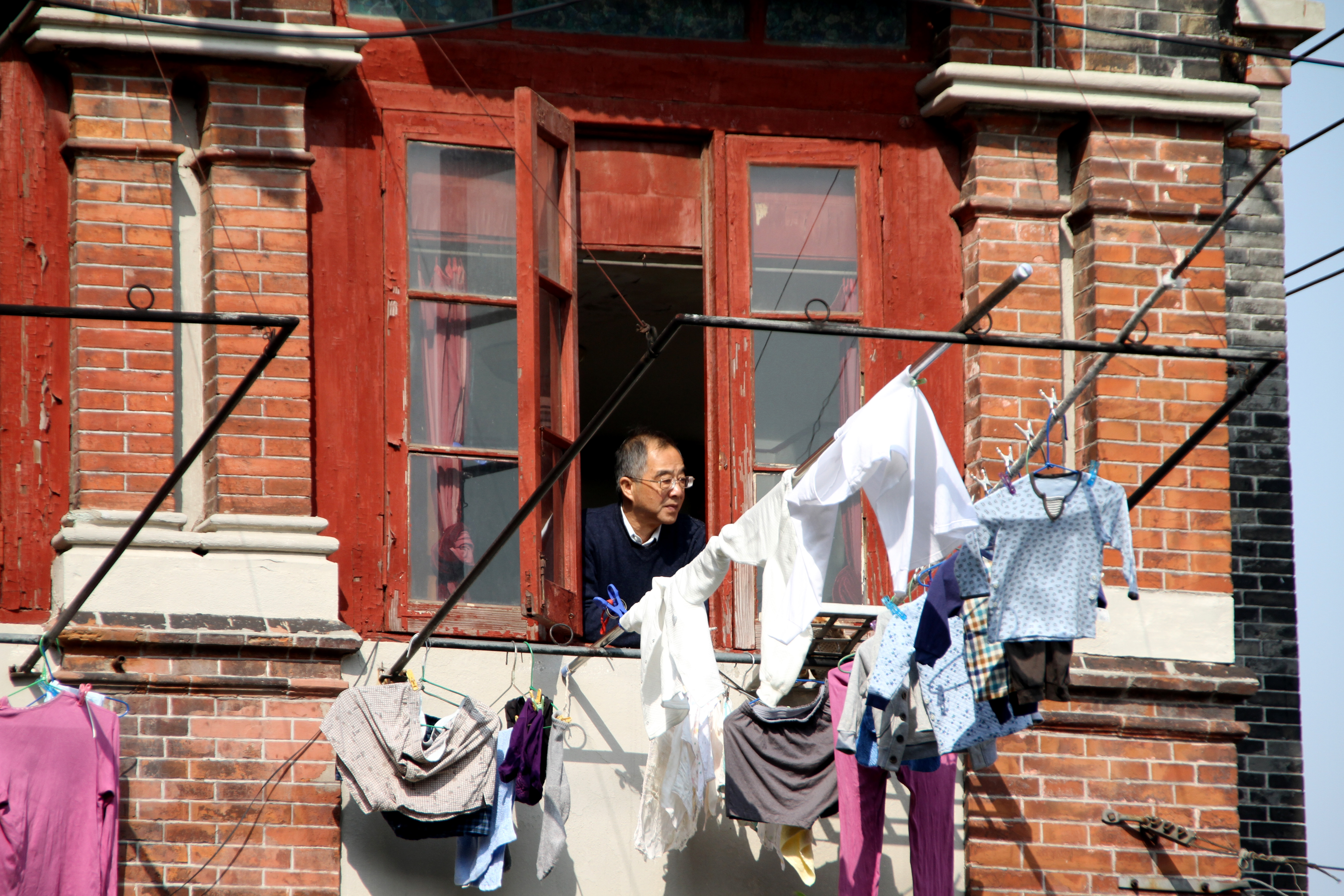
Leben im Ghettoviertel
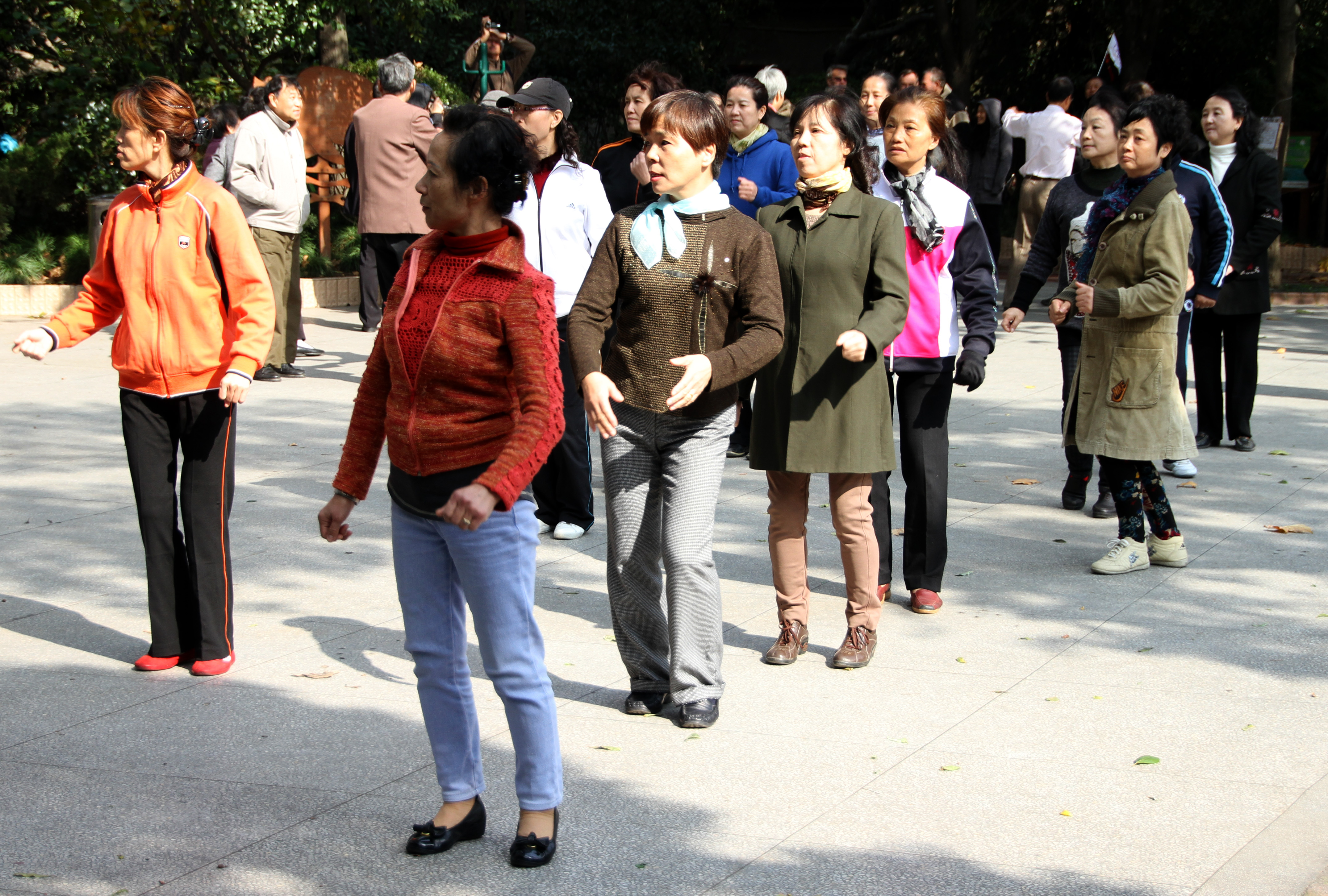
Leben im Ghettoviertel